# الجواهر فی تفسیرالقرآن الکریم
تفسیر الجواهر فی تفسیر القرآن کریم توسط طنطاوی جوهری مفسر و عالم دینی در سده سیزدهم و چهاردهم نگاشته شده‌است. این تفسیر به خاطر نام مؤلف به تفسیر طنطاوی نیز شهرت دارد. این تفسیر با شیوه ترتیبی و به زبان عربی نگارش شده و مشهورترین تفسیر کامل با گرایش علوم تجربی است.
تفسیر الجواهر در ۲۵ جلد به علاوه یک جلد پیوست نگارش شده و در آن برخی از بدایع هستی را که در تفسیرش نیامده، اورده است. 

## مولف
طنطاوی جوهری در سال ۱۸۶۲ در روستای عوض الله حجازی در مصر سفلی متولد شد و در همانجا تا پانزده سالگی به مکتب خانه رفت. سپس برای تکمیل دروس خود به ابتدا به الازهر و سپس به دارالعلوم رفت. و بعد از اتمام درس به کار معلمی در مدارس و سپس دانشگاه مشغول می شود. طنطاولی در سال ۱۹۱۴ بعلت اینکه برخی از میهمانان را در دارالعلوم عامل انگلیس عنوان میکند از آنجا برکنار می شود. و به حزب ملّی گرا (الحزب الوطنی)  می پیوندد. وی در سال ۱۹۲۲ در حالی که شصت سال داشت بازنشسته شد و تدریس را رها کرد و تا سال ۱۹۳۵ به نگارش تفسیر مشغول شد. طنطاوی در ژانویه ۱۹۴۰, در حالی که نزدیک به ۷۸ سال داشت فوت میکند.

## ویژگی‌ها
مؤلف برای تفسیر سوره‌های بلند آیات را به دسته‌های متعدد با اندازه‌های مختلف بر اساس موضوع آنها تقسیم و بسمله هر سوره را با توجه به مضمون همان سوره تفسیر می‌کند. طنطاوی همچنین هر سوره را سوره پیشین و هر دسته آیات را به دسته بعد تقسیم‌بندی می‌کند.
طنطاوی در تفسیر آیات ابتدا با توضیح مختصری تفسیرش را آغاز می‌کند و سپس در صورت نیاز به نکته‌ها و توضیحات بیشتری می‌پردازد و آنها را دسته‌بندی می‌کند. موضوعات متفرقه را با عناوینی همچون همکایت و لطیفه مطرح می‌کند. وی در کتابش به بحث‌های لغوی نمی‌پردازد و با یکی کلمه یا یک جمله لغت را تعریف می‌کند. طنطاوی در مقدمه سوره‌ها به مکی یا مدنی بودن آنها اشاره می‌کند. به احادیث نبوی و روایات صحابه بسیار اشاره می‌کند اما منبع حدیث را کامل و دقیق ذکر نمی‌کند. به احادیثی که دربارهٔ فضلیت سوره‌ها آمده توجه نمی‌کندو آن را ساختگی می‌داند اما روایات سبب نزول را ذکر می‌کند.

## دیدگاههای تفسیری
طنطاوی مانند اکثر اهل سنت اشعری است ولی در تفسیر متفاوت با آنهاست. وی روایات دال بر رویت را تاویل میکند و معتقد آن است رویت در آخرت به عقل است و نه چشم ظاهراً. همچنین صفاتی خداوند در قرآن را مجازی و برای تمثیل بشر میداند و خداوند را منزل از ماده می دادند. در جبر واختیار مشیت خداوند را بر متقضای حکمت و نظام عدل می داند. وی همچنین بر خلاف اکثر متکلمان اهل سنت معتقد به عصمت مطلب محمد می باشد. وی جن و ملائک را مادی می داند و احضار جن برای بهره گیره از وی را علم میداند. طنطاوی نعمت های آخرت را شامل امور مادی و غیر مادی می داند ولی غیر مادی آن را ارجح می داند. 
مفسر آیات فقهی را به اختصار بیان و به اختلافات مذاهب اهل سنت بخصوص ابوحنیفه و شافعی می پردازد ولی دیدگاه شیعه را بیان نمی‌کند. وی همچنین به پیروان مذاهب خرده می گیرد که در اختلافات فقهی محدود شده اند و مساپل اصلی اسلام را فراموش کرده اند. وی با تامل در قرآن درباره مسایل اجتماعی میگوید و از اختلاف میان کشورهای اسلامی و شیوه حکومتشان انقاد می کند. وی همچنین درباره مشاغل و مسائل تربیتی و آموزشی سخن میگوید. طنطاوی معتقد به ظاهر آیات معجزات پیامبران، امدادهای غیبی و عذاب های الهی است، داستاتهای قرآن و سایر کتب آسمانی را واقعی میداند اما کمتر از اسرائیلیات استفاده میکند.
طنطاوی معتقد است که در بیش از ۷۵۰ آیه قرآن از علم سخن گفته است و لذا مسلمانان را به اندیشیدن در طبیعت دعوت میکند و معتقد است نظرکردن در طبیعتی از هر عبادتی برتر است و شناخت خدا و صفاتش با مطالعه طبیعت و علوم طبیعی محقق می شود. گرچه طنطاوی اعتقاد ندارد که علم اولین و اخرین در قرآن وجود دارد.